# Real Salt Lake
Maillots
Actualités
Dernière mise à jour : 20 octobre 2022.
Le Real Salt Lake est un club franchisé de football (soccer) basé à Salt Lake City aux États-Unis qui participe à la Major League Soccer.
Le club a rejoint la ligue en 2005 et joue ses matchs à l'America First Field à Sandy, Utah dans la banlieue de Salt Lake City. Le club a gagné un titre de MLS en 2009.

## Histoire
Le Blitzz de l'Utah, qui évoluait dans la seconde division de la USL, était le seul club de football (soccer) de Salt Lake City avant la création du Real Salt Lake. Ce club avait gagné le championnat de l'USLSD lors de sa dernière année d'existence. L'ancien entraîneur des Blitzz, Chris Agnello, a été engagé comme entraîneur adjoint mais quitta la franchise un an après.
Le premier entraîneur fut John Ellinger, ancien entraîneur de l'équipe nationale des États-Unis des moins de 17 ans et de la Bradenton Academy (en). Il se fit remplacer, en mars 2007, par Jason Kreis, ancien recordman du nombre de matchs en MLS.
Le principal rival de la franchise sont les Rapids du Colorado. Ces deux franchises se rencontrent tous les ans lors de la Rocky Mountain Cup (en).
Le 17 novembre 2006, Xango annonce un accord de plusieurs millions de dollars pour être le sponsor du maillot de la franchise. Un mois plus tard, le club annonce la signature du jeune phénomène Freddy Adu.
En 2009, le Real Salt Lake fut la dernière équipe à se qualifier pour les séries éliminatoires en 2009 en finissant 5e de la conférence Ouest et 8e au classement général. En quart de finale, le Real bat les champions en titre, le Crew de Columbus  (4-2 après prolongation) et se qualifie en finale grâce à sa victoire aux tirs au but face au Fire de Chicago (0-0). Face au Galaxy de Los Angeles, la victoire revint au Real Salt Lake (5-4 tirs au but; 1-1 à la fin des prolongations).

## Palmarès et records

### Palmarès
| Compétitions nationales | Compétitions internationales                                                     | Trophées mineurs |
| - Coupe MLS (1) - Vainqueur : 2009. - Finaliste : 2013. - Conférence Ouest de MLS (1) - Vainqueur : 2013. - Conférence Est de MLS (1) - Vainqueur : 2009. - US Open Cup - Finaliste : 2013. | - Ligue des champions de la CONCACAF - Trois participations. - Finaliste : 2011. | - Rocky Mountain Cup (13) - Vainqueur : 2007, 2008, 2009, 2010, 2011, 2012, 2014, 2016, 2017, 2018, 2019, 2021 et 2022. - Carolina Challenge Cup (1) - Vainqueur : 2009. - Desert Diamond Cup (1) - Vainqueur : 2015. |

### Bilan par saison
| Saison | Saison régulière | Saison régulière | Saison régulière | Saison régulière | Saison régulière | Saison régulière | Saison régulière | Position | Position | Coupe MLS                 | US Open Cup        | Ligue des champions CONCACAF | Affl. moy. saison régulière | Affl. moy. séries éliminat. |
| Saison | M                | V                | N                | D                | BP               | BC               | Pts              | Conf.    | Ligue    | Coupe MLS                 | US Open Cup        | Ligue des champions CONCACAF | Affl. moy. saison régulière | Affl. moy. séries éliminat. |
| ------ | ---------------- | ---------------- | ---------------- | ---------------- | ---------------- | ---------------- | ---------------- | -------- | -------- | ------------------------- | ------------------ | ---------------------------- | --------------------------- | --------------------------- |
| 2005   | 32               | 5                | 5                | 22               | 30               | 65               | 20               | 5e/6     | 11e/12   | Non qualifié              | Troisième tour     | Non qualifié                 | 18 935                      | N/Q                         |
| 2006   | 32               | 10               | 9                | 13               | 45               | 49               | 39               | 6e/6     | 10e/12   | Non qualifié              | Quatrième tour     | Non qualifié                 | 16 366                      | N/Q                         |
| 2007   | 30               | 6                | 9                | 15               | 31               | 45               | 27               | 6e/6     | 12e/13   | Non qualifié              | Non qualifié       | Non qualifié                 | 15 960                      | N/Q                         |
| 2008   | 30               | 10               | 10               | 10               | 40               | 39               | 40               | 3e/7     | 7e/14    | Finale de conférence      | Non qualifié       | Non qualifié                 | 16 179                      | 17 364                      |
| 2009   | 30               | 11               | 7                | 12               | 43               | 35               | 40               | 5e/8     | 8e/15    | Champion                  | Non qualifié       | Non qualifié                 | 16 375                      | 11 499                      |
| 2010   | 30               | 15               | 11               | 4                | 45               | 20               | 56               | 2e/8     | 2e/16    | Demi-finale de conférence | Non qualifié       | Non qualifié                 | 17 095                      | 19 324                      |
| 2011   | 34               | 15               | 8                | 11               | 44               | 36               | 53               | 3e/9     | 3e/18    | Finale de conférence      | Quart de finale    | Finale                       | 17 594                      | 17 067                      |
| 2012   | 34               | 17               | 6                | 11               | 46               | 35               | 57               | 2e/9     | 5e/19    | Demi-finale de conférence | Troisième tour     | Phase de groupes             | 19 153                      | 19 657                      |
| 2013   | 34               | 16               | 8                | 10               | 57               | 41               | 56               | 2e/9     | 4e/19    | Finale                    | Finale             | Non qualifié                 | 19 362                      | 18 187                      |
| 2014   | 34               | 15               | 11               | 8                | 54               | 39               | 56               | 3e/9     | 4e/19    | Demi-finale de conférence | Quatrième tour     | Non qualifié                 | 20 351                      | 20 713                      |
| 2015   | 34               | 11               | 8                | 15               | 38               | 48               | 41               | 9e/10    | 16e/20   | Non qualifié              | Demi-finale        | Non qualifié                 | 20 160                      | N/Q                         |
| 2016   | 34               | 12               | 10               | 12               | 44               | 46               | 46               | 6e/10    | 9e/20    | Premier tour              | Huitième de finale | Quart de finale              | 19 759                      | N/A                         |
| 2017   | 34               | 13               | 6                | 15               | 49               | 55               | 45               | 8e/11    | 14e/22   | Non qualifié              | Quatrième tour     | Non qualifié                 | 18 781                      | N/Q                         |
| 2018   | 34               | 14               | 7                | 13               | 55               | 58               | 49               | 6e/12    | 12e/23   | Demi-finale de conférence | Quatrième tour     | Non qualifié                 | 18 605                      | 14 045                      |
| 2019   | 34               | 16               | 5                | 13               | 46               | 41               | 53               | 3e/12    | 6e/24    | Demi-finale de conférence | Quatrième tour     | Non qualifié                 | 18 121                      | 17 452                      |
| 2020   | 22               | 5                | 7                | 10               | 25               | 35               | 22               | 11e/12   | 21e/26   | Non qualifié              | Non tenue          | Non qualifié                 | N/A                         | N/Q                         |
| 2021   | 34               | 14               | 6                | 14               | 55               | 54               | 48               | 7e/13    | 13e/27   | Finale de conférence      | Non tenue          | Non qualifié                 | 14 449                      | N/A                         |
| 2022   | 34               | 12               | 11               | 11               | 43               | 45               | 47               | 7e/14    | 14e/28   | Premier tour              | Troisième tour     | Non qualifié                 | 20 470                      | N/A                         |

#### Meilleurs buteurs par saison
| Saison | Meilleurs buteurs | Meilleurs buteurs |
| Saison | Joueurs           | Buts              |
| ------ | ----------------- | ----------------- |
| 2005   | Jason Kreis       | 12                |
| 2006   | Jeff Cunningham   | 16                |
| 2007   | Robbie Findley    | 6                 |
| 2008   | Yura Movsisyan    | 8                 |
| 2009   | Robbie Findley    | 15                |
| 2010   | Álvaro Saborío    | 18                |
| 2011   | Álvaro Saborío    | 16                |
| 2012   | Álvaro Saborío    | 19                |

| Saison | Meilleurs buteurs | Meilleurs buteurs |
| Saison | Joueurs           | Buts              |
| ------ | ----------------- | ----------------- |
| 2013   | Álvaro Saborío    | 15                |
| 2014   | Joao Plata        | 13                |
| 2015   | Javier Morales    | 10                |
| 2016   | Joao Plata        | 13                |
| 2017   | Yura Movsisyan    | 7                 |
| 2017   | Joao Plata        | 7                 |
| 2017   | Albert Rusnák     | 7                 |
| 2017   | Luis Silva        | 7                 |

| Saison | Meilleurs buteurs | Meilleurs buteurs |
| Saison | Joueurs           | Buts              |
| ------ | ----------------- | ----------------- |
| 2018   | Damir Kreilach    | 15                |
| 2019   | Albert Rusnák     | 10                |
| 2020   | Damir Kreilach    | 9                 |
| 2021   | Damir Kreilach    | 16                |
| 2022   | Sergio Córdova    | 11                |

## Joueurs et personnalités du club

### Entraîneurs
Le tableau suivant présente la liste des entraîneurs du club depuis 2005.
| Rang | Entraîneur            | Nationalité | Début            | Fin              | Matchs | Victoires | Nuls | Défaites | % victoires | Palmarès            |
| ---- | --------------------- | ----------- | ---------------- | ---------------- | ------ | --------- | ---- | -------- | ----------- | ------------------- |
| 1    | John Ellinger         | États-Unis  | 14 juillet 2004  | 3 mai 2007       | 72     | 17        | 16   | 39       | 23.61%      |                     |
| 2    | Jason Kreis           | États-Unis  | 3 mai 2007       | 11 décembre 2013 | 267    | 111       | 68   | 88       | 41.57%      | 1x Coupe MLS (2009) |
| 3    | Jeff Cassar           | États-Unis  | 18 décembre 2013 | 20 mars 2017     | 121    | 44        | 35   | 42       | 36.36%      |                     |
| 4    | Daryl Shore (intérim) | États-Unis  | 20 mars 2017     | 3 avril 2017     | 1      | 0         | 1    | 0        | 0%          |                     |
| 5    | Mike Petke            | États-Unis  | 29 mars 2017     | 11 août 2019     | 94     | 39        | 16   | 39       | 41.49%      |                     |
| 6    | Freddy Juarez         | États-Unis  | 11 août 2019     | 27 août 2021     | 55     | 18        | 14   | 23       | 32.72       |                     |
| 7    | Pablo Mastroeni       | États-Unis  | 27 août 2021     |                  | 52     | 20        | 12   | 20       | 38.46%      |                     |
| 8    | Jason Kreis           | États-Unis  | 12 décembre 2023 |                  |        |           |      |          |             |                     |

### Effectif actuel (2025)

#### Joueurs prêtés
Le tableau suivant liste les joueurs en prêt pour la saison 2025.
| Joueurs prêtés |    |                             |                          |                     |                    |               |  |
| \| N° \| P. \| Nat. \| Nom \| Date de naissance \| Sélection \| Club en prêt \| \| \| 24 \| G \| \| Max Kerkvliet \| 10/01/2005 (20 ans) \| – \| Real Monarchs \| \| \| 32 \| D \| \| Zackery Farnsworth (HGP) \| 13/07/2002 (23 ans) \| – \| Real Monarchs \| \| \| 33 \| D \| \| Tommy Silva \| 21/02/2002 (23 ans) \| – \| Real Monarchs \| \| \| 37 \| D \| \| Luis Rivera (HGP) \| 01/12/2007 (17 ans) \| – \| Real Monarchs \| \| \| 41 \| D \| \| Gio Villa \| 03/01/2008 (17 ans) \| États-Unis -17 ans \| Real Monarchs \| \| \| 99 \| D \| \| Jaziel Orozco (HGP) \| 02/06/2004 (21 ans) \| – \| Larne FC \| \| \| 30 \| M \| \| Owen Anderson (HGP) \| 06/06/2007 (18 ans) \| États-Unis -15 ans \| Real Monarchs \| \| \| 34 \| M \| \| Luca Moisa (HGP) \| 20/04/2008 (17 ans) \| États-Unis -17 ans \| Real Monarchs \| \| \| 38 \| M \| \| Jude Wellings (HGP) \| 26/04/2006 (19 ans) \| États-Unis -17 ans \| Real Monarchs \| \| \| 92 \| M \| \| Noel Caliskan \| 29/08/2000 (24 ans) \| – \| Real Monarchs \| \| \| 21 \| A \| \| Axel Kei (HGP) \| 30/12/2007 (17 ans) \| – \| Real Monarchs \| \| \| 39 \| A \| \| Aiden Hezarkhani \| 28/06/2007 (18 ans) \| États-Unis -18 ans \| Real Monarchs \| \| \| 40 \| A \| \| Omar Marquez \| 21/02/2008 (17 ans) \| États-Unis -16 ans \| Real Monarchs \| \| \| 72 \| A \| \| Zavier Gozo \| 22/02/2002 (23 ans) \| États-Unis -19 ans \| Real Monarchs \| \| |    |                             |                          |                     |                    |               |  |
| N° | P. | Nat.                        | Nom                      | Date de naissance   | Sélection          | Club en prêt  |  |
| 24 | G  | Drapeau des États-Unis      | Max Kerkvliet            | 10/01/2005 (20 ans) | –                  | Real Monarchs |  |
| 32 | D  | Drapeau des États-Unis      | Zackery Farnsworth (HGP) | 13/07/2002 (23 ans) | –                  | Real Monarchs |  |
| 33 | D  | Drapeau des États-Unis      | Tommy Silva              | 21/02/2002 (23 ans) | –                  | Real Monarchs |  |
| 37 | D  | Drapeau des États-Unis      | Luis Rivera (HGP)        | 01/12/2007 (17 ans) | –                  | Real Monarchs |  |
| 41 | D  | Drapeau des États-Unis      | Gio Villa                | 03/01/2008 (17 ans) | États-Unis -17 ans | Real Monarchs |  |
| 99 | D  | Drapeau du Mexique          | Jaziel Orozco (HGP)      | 02/06/2004 (21 ans) | –                  | Larne FC      |  |
| 30 | M  | Drapeau des États-Unis      | Owen Anderson (HGP)      | 06/06/2007 (18 ans) | États-Unis -15 ans | Real Monarchs |  |
| 34 | M  | Drapeau des États-Unis      | Luca Moisa (HGP)         | 20/04/2008 (17 ans) | États-Unis -17 ans | Real Monarchs |  |
| 38 | M  | Drapeau des États-Unis      | Jude Wellings (HGP)      | 26/04/2006 (19 ans) | États-Unis -17 ans | Real Monarchs |  |
| 92 | M  | Drapeau de l'Allemagne      | Noel Caliskan            | 29/08/2000 (24 ans) | –                  | Real Monarchs |  |
| 21 | A  | Drapeau de la Côte d'Ivoire | Axel Kei (HGP)           | 30/12/2007 (17 ans) | –                  | Real Monarchs |  |
| 39 | A  | Drapeau des États-Unis      | Aiden Hezarkhani         | 28/06/2007 (18 ans) | États-Unis -18 ans | Real Monarchs |  |
| 40 | A  | Drapeau des États-Unis      | Omar Marquez             | 21/02/2008 (17 ans) | États-Unis -16 ans | Real Monarchs |  |
| 72 | A  | Drapeau des États-Unis      | Zavier Gozo              | 22/02/2002 (23 ans) | États-Unis -19 ans | Real Monarchs |  |

| N° | P. | Nat.                        | Nom                      | Date de naissance   | Sélection          | Club en prêt  |  |
| 24 | G  | Drapeau des États-Unis      | Max Kerkvliet            | 10/01/2005 (20 ans) | –                  | Real Monarchs |  |
| 32 | D  | Drapeau des États-Unis      | Zackery Farnsworth (HGP) | 13/07/2002 (23 ans) | –                  | Real Monarchs |  |
| 33 | D  | Drapeau des États-Unis      | Tommy Silva              | 21/02/2002 (23 ans) | –                  | Real Monarchs |  |
| 37 | D  | Drapeau des États-Unis      | Luis Rivera (HGP)        | 01/12/2007 (17 ans) | –                  | Real Monarchs |  |
| 41 | D  | Drapeau des États-Unis      | Gio Villa                | 03/01/2008 (17 ans) | États-Unis -17 ans | Real Monarchs |  |
| 99 | D  | Drapeau du Mexique          | Jaziel Orozco (HGP)      | 02/06/2004 (21 ans) | –                  | Larne FC      |  |
| 30 | M  | Drapeau des États-Unis      | Owen Anderson (HGP)      | 06/06/2007 (18 ans) | États-Unis -15 ans | Real Monarchs |  |
| 34 | M  | Drapeau des États-Unis      | Luca Moisa (HGP)         | 20/04/2008 (17 ans) | États-Unis -17 ans | Real Monarchs |  |
| 38 | M  | Drapeau des États-Unis      | Jude Wellings (HGP)      | 26/04/2006 (19 ans) | États-Unis -17 ans | Real Monarchs |  |
| 92 | M  | Drapeau de l'Allemagne      | Noel Caliskan            | 29/08/2000 (24 ans) | –                  | Real Monarchs |  |
| 21 | A  | Drapeau de la Côte d'Ivoire | Axel Kei (HGP)           | 30/12/2007 (17 ans) | –                  | Real Monarchs |  |
| 39 | A  | Drapeau des États-Unis      | Aiden Hezarkhani         | 28/06/2007 (18 ans) | États-Unis -18 ans | Real Monarchs |  |
| 40 | A  | Drapeau des États-Unis      | Omar Marquez             | 21/02/2008 (17 ans) | États-Unis -16 ans | Real Monarchs |  |
| 72 | A  | Drapeau des États-Unis      | Zavier Gozo              | 22/02/2002 (23 ans) | États-Unis -19 ans | Real Monarchs |  |

## Soutiens et image

### Rivalités
Avec l'expansion de la ligue en 2005, le Real Salt Lake est devenu le second club de la région des Montagnes Rocheuses et la plus proche équipe des Rapids du Colorado. Les supporteurs des deux clubs ont créé une compétition opposant ces deux équipes: la Rocky Mountain Cup.

## Stades
- 2005-2008 : Rice-Eccles Stadium à Salt Lake City, Utah (45 017 places)
- 2008- : America First Field (anciennement Rio Tinto Stadium) à Sandy, Utah (20 008 places)

## Real Monarchs

Logo des Real Monarchs.

Basés à Sandy, Utah, les Real Monarchs évoluent en United Soccer League, le troisième niveau dans la hiérarchie nord-américaine. L'équipe souvent surnommée les Monarchs est annoncée le 10 septembre 2014 comme l'équipe réserve du Real Salt Lake,.
Dès l'annonce de sa création, la franchise des Real Monarchs évoque son intention d'évoluer dans sa propre enceinte. Le premier souhait était de construire un stade dans le centre de Salt Lake City, au Utah State Fairpark, mais le 25 février 2015, le propriétaire Dell Loy Hansen annule son offre. Le 3 mars, Hansen déclare qu'il est entré en négociations pour construire une enceinte à West Valley City.
Le 23 décembre 2014, l'entraîneur principal de l'académie du Real Salt Lake, Freddy Juarez, est nommé comme premier entraîneur-chef des Monarchs. Pour leurs débuts en USL le 22 mars 2015, les Monarchs obtiennent un verdict nul de 0-0 contre le LA Galaxy II à Carson, en Californie.

### Bilan par saison
| Année | Ligue | Saison régulière | Saison régulière | Saison régulière | Saison régulière | Saison régulière | Saison régulière | Saison régulière | Saison régulière | Position | Position | Séries       | US Open Cup    |
| Année | Ligue | M                | V                | N                | D                | BP               | BC               | Pts              | Aff.             | Conf.    | Ligue    | Séries       | US Open Cup    |
| ----- | ----- | ---------------- | ---------------- | ---------------- | ---------------- | ---------------- | ---------------- | ---------------- | ---------------- | -------- | -------- | ------------ | -------------- |
| 2015  | USL   | 28               | 7                | 8                | 13               | 32               | 42               | 29               | 4 968            | 12e      | 21e      | Non qualifié | Troisième tour |
| 2016  | USL   | 30               | 10               | 6                | 14               | 31               | 41               | 36               | 3 111            | 11e      | 18e      | Non qualifié | Non éligible   |